# Џош Перкинс
Џош Перкинс (енгл. Josh Perkins; Денвер, Колорадо, 25. август 1995) амерички је кошаркаш. Игра на позицији плејмејкера.

## Каријера
Перкинс је играо кошарку на Универзитету Гонзага од 2015. до 2019. године. У својој последњој години на Гонзаги, имао је просечан учинак од 11 поена и 6,2 асистенције на 37 одиграних утакмица.
Након што није одабран на НБА драфту 2019. године, Перкинс се прикључио Шарлот хорнетсима за НБА летњу лигу. Дана 6. августа 2019. је потписао уговор са Шарлот хорнетсима, али је 13. октобра исте године отпуштен. Касније тог месеца се прикључио екипи Гринсборо сворм из НБА развојне лиге. Играч овог клуба је био до 28. фебруара 2020. када је трејдован у Тексас леџендсе.
У августу 2020. је потписао уговор са пољским Гљивицама. На 19 одиграних утакмица у првенству Пољске је бележио просечно 13,8 поена по мечу. Дана 4. јануара 2021. је потписао уговор са Партизаном до краја 2020/21. сезоне.